# Buonabitacolo
Buonabitacolo är en ort och kommun i provinsen Salerno i regionen Kampanien i Italien. Kommunen hade 2 554 invånare (2017).